# Френсіс Райт
Френсіс "Фанні" Райт (6 вересня 1795, Данді, Шотландія - 13 грудня 1852, Цинциннаті, США) — шотландсько-американська лекторка, письменниця, вільнодумиця, феміністка, аболіціоністка та соціальна реформаторка. Наприкінці 1820-х стала першою жінкою-лекторкою, яка публічно говорила до змішаної аудиторії про на політичні та соціальні теми. Її погляди на рабство, теологію і права жінок вважались радикальними в той час і наражались на гостру критику від преси та духовенства.
Пропагувала загальну освіту, звільнення рабів та рабинь, використання контрацепції, свободу сексуального життя, розширення прав одружених жінок та більш прихильні до жінок закони про розлучення. Критикувала інституціоналізацію релігії та смертну кару. Духовенство та преса жорстко протистояли радикальним поглядам Райт. Завдяки публічній лектурі з'явились "Товариства Фанні Райт" та співпраця із Партією Робочих Людей, створеною в Нью-Йорку в 1829 році. 1825 заснувала громаду Нашоба в Теннессі, утопічну спільноту для демонстрації того, як можна підготувати рабів до вільного життя, проєкт протривав п'ять років.
Френсіс Райт писала про політичні та соціальні реформи. В «Views of Society and Manners in America» ("Погляд на суспільство та звички в Америці", 1892), мемуарах із подорожей, описала спостереження раннього етапу демократичних політичних і соціальних інститутів у США. Свою позицію щодо звільнення рабів навела в роботі «A Plan for the Gradual Abolition of Slavery in the United States Without Danger of Loss to the Citizens of the South» ("План поступового скасування рабства в США без загрози збитків громадянами з Півдня", 1825). Райт була співредакторкою газети «The New Harmony and Nashoba Gazette or Free Inquirer» з Робертом Дейл Оуеном, яка виходила в Нью-Гармоні, штат Індіана, газети «Free Enquirer» (Нью-Йорк, 1828-1835) та газети «The Sentinel» (Нью-Йорк). Також серед її робіт збірка промов «Course of Popular Lectures» ("Курс публічних лекцій", 1829) та остання праця «England, the Civilizer» ("Англія, цивілізаторка", 1848).

## Початок життя
Френсіс "Фанні" Райт народилася в місті Данді в Шотландії 6 вересня 1795 року в родині Камілли та Джеймса Райтів середньою з трьох дітпей. Батько, багатий власник фабрик лляної тканини та політик радикального спрямування, листувався з економістом Адамом Смітом та симпатизував американським і французьким республіканцям, в тому числі Марі Жозефу де Лафаєту. Протк батько помер, коли Каміллі було два роки. Невдовзі померли й мати і брат, і Френсіс з молодшою сестрою Каміллою виростала у Англії, в родині матері. Місіс Кемпбелл, тітка дівчат,
Сестра матері стала опікункою та навчила дівчат ідеям, базованим на філософії французьких матеріалістів. В 1813, у 16, Френсіс повернулась до Шотландії жити з пра-дядьком Джеймсом Мілном, професором філософії в Коледжі Ґлазґо. Зиму проводила, пишучи та навчаючись, а літом відвідувала Гайлендс. Зацікавилася роботами грецьких філософів, особливо Епікура, якому приділила увагу в першій книзі «A Few Days in Athens» ("Декілька днів в Афінах"), написаній в 1822 році у 18-літньому віці. Френсіс Райт також вивчала історію та зацікавилась демократичною формою уряду США.

## Перші подорожі до США та Франції

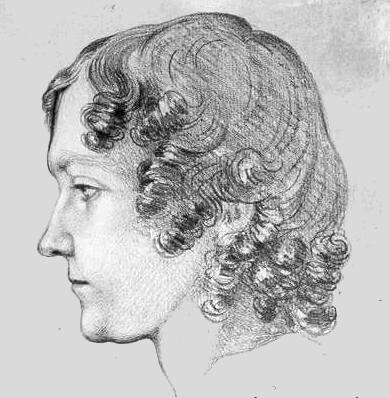
Портрет Френсіс Райт 1835 року.

23-річна Френсіс і Камілла вперше поїхали до США в 1818 році. По дворічній вакації країною повернулися до Англії. Відвідуючи Нью-Йорк, Райт тричі анонімно поставила свою п'єсу «Altorf» про боротьбу за швейцарську незалежність від Австрії в лютому 1819.
Після повернення до Англії в 1820 опублікувала книгу «Views of Society and Manners in America» ("Погляд на суспільство та звички в Америці"). Публікація потягнула за собою запрошення від філософа і правознавця Джеремі Бентама приєднатись до його кола спілкування, яке включало економіста Джеймса Мілля, політика Френсіса Плора, письменника Джорджа Грота та інших. Опозиційність цього кола до духовенства вплинула на погляди Райт.
В 1821 році Френсіс поїхала до Франції на запрошення революціонера і політичного діяча Марі Жозефа де Лафаєта і зустрілась з ним у Парижі. Попри значну різницю у віці вони подружилися. В якийсь момент Райт попросила Лафаєта удочерити її та сестру. Це прохання викликало спротив родини Лафаєта, і йому довелось відмовитись. Їхня дружба продовжилась після того, як Лафаєт нормалізував стосунки зі своєю родиною. Райт пізніше повернулась до будинку Лафаєта у Франції в 1827, щоб попрацювати над його біографією.

## Друга подорож до США
В 1824 році сестри Райт повернулись до США, супроводжуючи Лафаєта і його оточення. Френсіс відвідала з Лафаєтом Монтічелло, плантацію Томаса Джефферсона у Вірджинії. Райт знайомиться з президентом Джеймсом Медісоном та з майбутніми президентами Джоном Квінсі Адамсом і генералом Ендрю Джексоном.
В лютому 1825 Райт поїхала на північний захід до містечка Гармоні в Пенсільванії, яке було утопічною спільнотою. Також відвідала подібну спільноту з тією ж назвою в Індіані. Містечко в Індіані переживало зміни після продажу валлійському промисловцю і соціальному реформатору Роберту Оуену, який перейменував його на Нью-Гармоні. Візити Райт до спільноти надихнули її заснувати власну експериментальну спільноту в Теннессі. Поїхала на південь вздовж Міссісіпі, зустрілася із Лафаєтом в Новому Орлеані у квітні 1825. Після чого вирішила залишитись в Америці, де продовжила діяльність як соціальна реформаторка. Стала громадянкою США в 1825 році.

## Погляди
Френсіс Райт вірила в загальну рівність в освіті та у фемінізм. Вона виступала проти інституціоналізованої релігії, одруження та капіталізму. Особливо цікавилась загальним доступом до навчання. Разом із Робертом Оуеном вимагала від уряду запровадити безкоштовну державну освіту для всіх дітей.
Райт публічно відстоювала контрацепцію, рівність прав, сексуальну свободу, юридичні права одружених жінок, більш прихильні до жінок закони про розлучення, звільнення рабів, а також досить непопулярну на той час ідею міжрасових стосунків. За допомогою експериментального проєкту в Теннессі намагалась продемонструвати тезу профемініста Шарля Фур'є: "Прогрес цивілізації залежить від прогресу жінок". Аболіціоністська позиція Френсіс Райт контрастувала із поглядами багатьох демократів того часу, особливо з Півдня. Її активізм від імені робочого класу так само дистанціював її від провідних аболіціоністів того часу.

## Кар'єра

### Початок кар'єри
Перші роботи Френсіс Райт включали книгу «A Few Days in Athens» ("Декілька днів в Афінах"), в якій відстоювалась філософія Епікура. В «Views of Society and Manners in America» ("Погляд на суспільство та звички в Америці") Райт із захопленням підтримала демократичні інституції країни. Ця книга була одним з ранніх описів американського життя, вийшла до більш популярних робіт, таких як «Democracy in America» ("Демократія в Америці") Алексіса де Токвіля (т. 1 в 1835, т. 2 в 1840) та «Society in America» ("Суспільство в Америці") Гаррієт Мартіно (1837 рік). Книга Райт є прикладом ранньої гуманістичної перспективи на новий демократичний світ 19 сторіччя. Ця книга, яка була мемуарами її подорожей, перекладена кількома мовами та користувалась популярністю серед лібералів та реформаторів в США, Великій Британії і в усій Європі.

### Експеримент в Нашоба
На початку 1825 Френсіс Райт почала розробляти плани щодо експериментальної фермерської спільноти. До літа 1825 року вона збирала поради від Лафаєта, Джефферсона та инших для початку реалізації своїх ідей. Оуен та Лафаєт пізніше стали членами наглядової ради її проєкту, а Джефферсон відмовився від участі. Райт також опублікувала трактат «A Plan for the Gradual Abolition of Slavery in the United States Without Danger of Loss to the Citizens of the South» ("План поступового скасування рабства в США без загрози збитків громадянам з Півдня"), яким сподівалась переконати Конгрес США вжити заходів до скасування рабства. Щоб продемонструвати, як звільнити рабів без значних фінансових втрат господарів, Райт заснувала фермерську спільноту, де раби могли заробити гроші, щоб викупити себе із рабства і отримати освіту.
Восени 1825 Райт поїхала до Теннессі і купила там біля 130 гектарів землі біля річки Вулф, в 20 км від Мемфіса. Поселення назвала "Нашоба". Щоб продемонструвати, що її ідея була життєздатним способом скасувати рабство, Райт купила приблизно 30 рабів (близько половини були дітьми). Її планом було, щоб раби поступово отримували свободу своєю працею.
На додачу до будівництва хат і господарських будівель, Райт планувала заснувати школу для темношкірих учнів, хоча багато аболіціоністів критикували її ідею поступового звільнення та освіти для колишніх рабів. Райт на початку існування спільноти брала участь в роботах з зачищення території від дерев та з будівництва дерев'яних хат для членів спільноти, в якій були і темношкірі, і білі. Але Нашоба почала стикатися із неприємностями. В місцевості водились малярійні комарі, а земля була малородючою. Френсіс Райт заразилася малярією влітку 1826 року і покинула поселення для лікування в Нью-Гармоні в Індіані. За її відсутності спільнота почала занепадати. Тимчасові лідери почали застосовувати жорсткіші покарання до темношкірих працівників. Виник скандал через публікацію розповідей про міжрасові стосунки білого наглядача Джеймса Річардсона та дочки звільненої чорної рабині Джозефіни Лалотте. Повернувшись до поселення зі своїм другом Френцесом Роллопом в 1828, Райт виявила там хаос на межі фінансового краху. Роллоп, натомість, опублікував опис поселення, в якому розкритикував тамтешню жахливу погоду, відсутність красивих краєвидів, віддаленість та ізольованість.
У 1828, коли Нашоба наближалась до краху, Райт опублікувала в газеті «New-Harmony Gazette» пояснення на захист спільноти, а також виклала свої погляди на принципи "людської свободи і рівності". Врешті, в січні 1830 Райт орендувала корабель та відвезла 30 рабів із Нашоби на Гаїті, яке отримало незалежність в 1804 році, щоб вони могли могли жити вільними. Експеримент коштував Райт близько 16 000 доларів. На місці Нашоба зараз знаходиться місто Джермантаун.

### Редакторка газет
Після Нашобі Райт в кінці 1820-х повернулась до Нью-Гармоні в Індіані, де стала співредакторкою газети «The New Harmony and Nashoba Gazette or Free Inquirer» з Робертом Дейл Оуеном. В 1829 році Райт і Оуен переїхали до Нью-Йорка разом з газетою, де перейменували її на «Free Enquirer». Райт також редагувала газету «The Sentinel» ("Вартовий"), яку пізніше перейменували на «New York Sentinel and Working Man's Advocate» ("Нью-Йоркський вартовий і адвокат робочого класу").

### Політична і соціальна активістка

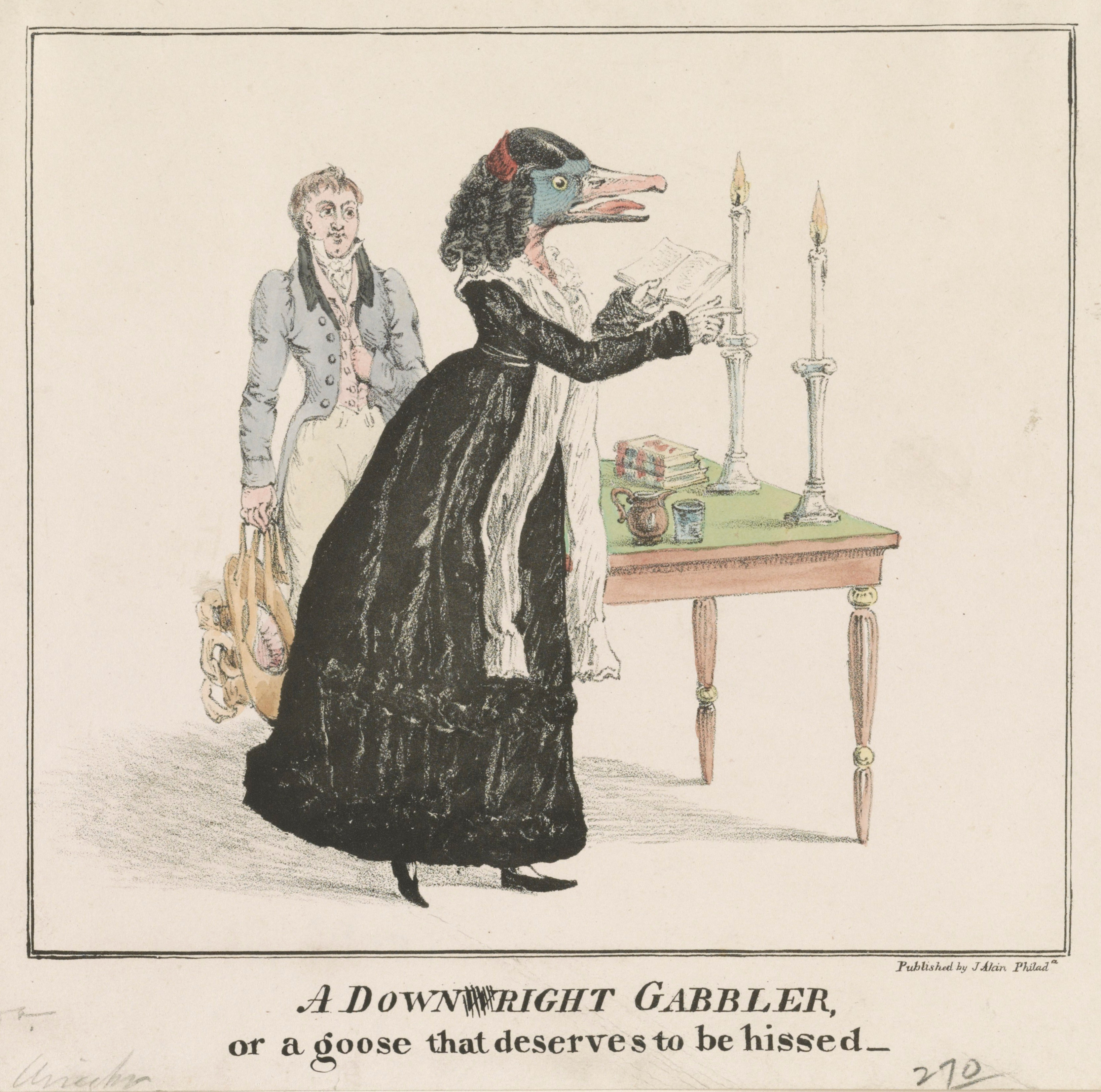
Ворожа карикатура на Френсіс Райт за зухвалість прочитати серію лекцій у 1829, коли багато хто вважав, що публічні виступи не є відповідним заняттям для жінок

З кінця 1820-х і початку 1830-х Френсіс Райт публічно висловлювалась за скасування рабства та проводила лекції на підтримку жіночого виборчого права, відстоювала реформи законів про одруження та про власність. Проживаючи в Нью-Йорку, купила будівлю, яка раніше була церквою, і перетворила її на "Залу науки", щоб використовувати як лекційну залу. З 1833 до 1836 її лекції про рабство та инші соціальні інститути приваблювали велику і захоплену аудиторію чоловіків і жінок зі сходу США та середнього заходу, через що почали утворюватись так звані "Товариства Фанні Райт". Хоч її лекційні тури охоплювали великі міста США, публікація зібрання її промов «Course of Popular Lectures» ("Курс публічних лекцій") була зустрінута критикою, адже духовенство і преса критично ставились до поглядів Райт на релігію і соціальні реформи. Газета «New York American», наприклад, називала Френсіс Райт "жінкою-монстром" за її прогресивні погляди, але це її не демотивувало. Коли філософія Райт стала ще більш радикальною, вона покинула Демократичну партію і приєдналась до Партії робочого класу, заснованої в Нью-Йорку в 1829 році. Райт також була активісткою в Американському русі за охорону здоров'я і в 1830-их відстоювала право жінок працювати в сфері медицини.

## Особисте життя
Френсіс Райт одружилась із французьким лікарем Гійомом Д'Арусмонтом в Парижі 22 липня 1831. Вперше зустріла його в Нью-Гармоні в Індіані, де він був учителем. Д'Арусмонт також супроводжував її на Гаїті в 1830 році, допомагаючи їй як бізнес-менеджер. 14 квітня 1832 народила дочку Френсіс-Сільва.

## Пізні роки
З чоловіком і дочкою повернулись до США в 1835, після чого ще кілька разів їздила до Європи. Врешті оселилась в Цинциннаті, штат Огайо, купивши будинок в 1844 році, і відновила кар'єру лекторки. Райт продовжувала робити лекційні тури, але її погляди на соціальні реформи не завжди добре сприймались. Вона опублікувала свою останню книгу «England, the Civilizer» ("Англія, цивілізаторка") в 1848 році.
Френсіс Райт розлучилась із Д'Арусмонтом в 1850 році. Вона боролась у довгій правовій битві за право залишитись із дочкою та за можливість повернути собі власні статки. Правові процедури на момент смерті Райт ще не були завершені. Вона провела свої останні роки спокійно, на пенсії, живучи в Цинциннаті, проте окремо від дочки.
Райт померла 13 грудня 1852 в Цинциннаті від ускладнень, пов'язаних із зламаним стегном. Похована на кладовищі Спрінґ-Ґроув в Цинциннаті. Її дочка, Френсіс-Сільва Д'Арусмонт, успадкувала більшість її статків і майна.

## Пам'ять

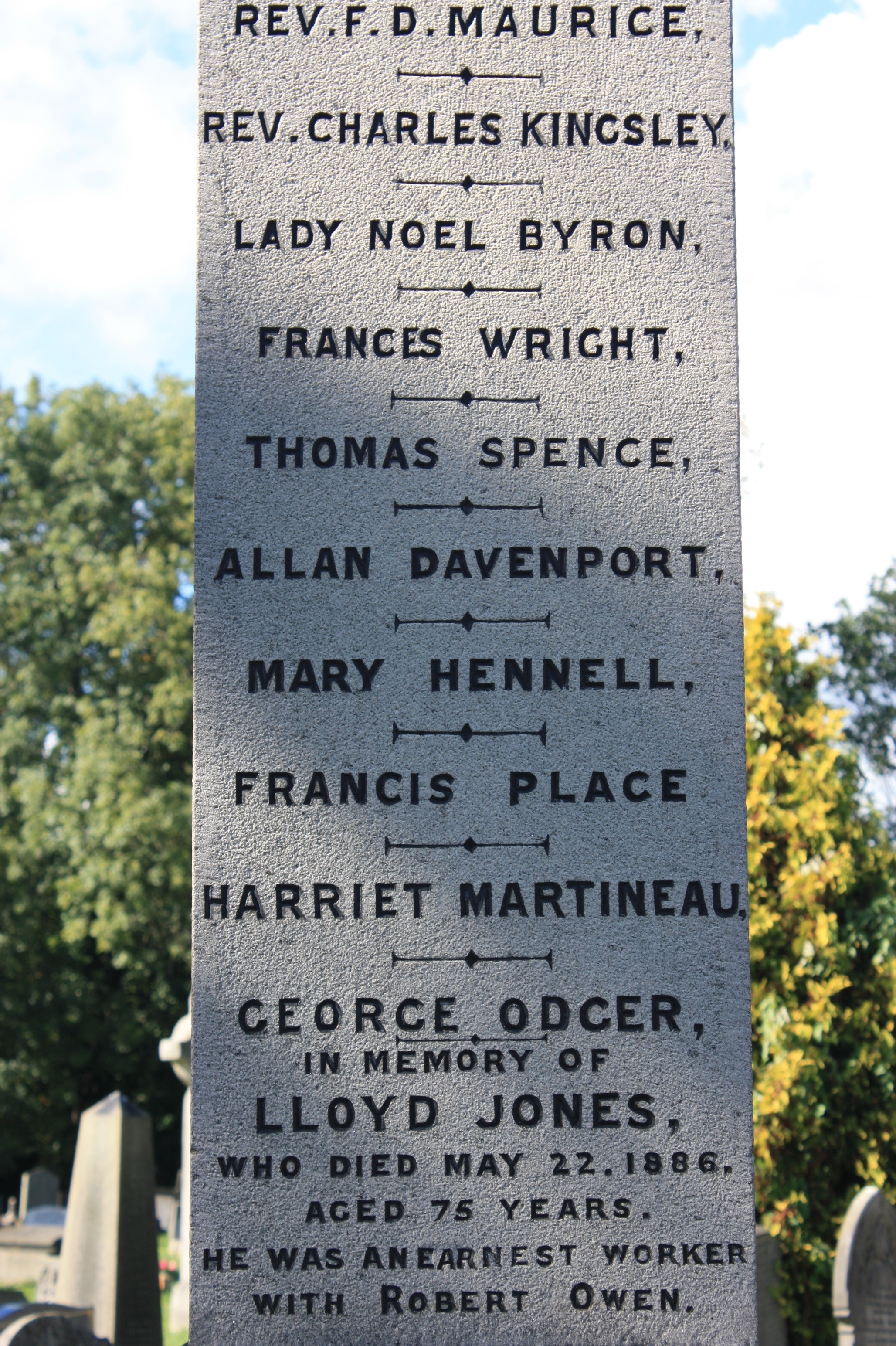
Основа Меморіалу реформаторів на кладовищі Кенсал-Ґрін в Лондоні, де є ім'я Френсіс Райт.

- Ім'я Френсіс Райт міститься у списку, викарбуваному на Меморіалі реформаторів на кладовищі Кенсал-Ґрін в Лондоні.
- Пам'ятна дошка встановлена на стіні будинку в Данді, де народилась Френсіс Райт.[49]
- Френсіс Райт включена до Національної зали слави жінок в 1994 році.[50]